# Niles Eldredge
Niles Eldredge (* 25. August 1943) ist ein US-amerikanischer Paläontologe. 
Zusammen mit Stephen Jay Gould stellte er 1972 die Theorie des Punktualismus (englisch punctuated equilibrium) zur Diskussion, eine Variante der Evolutionstheorie, die davon ausgeht, dass die Evolution der Arten nicht stetig verläuft, sondern in einem Wechsel langer Phasen der Stabilität mit kurzen raschen Entwicklungsschüben.
Eldredge studierte Anthropologie an der Columbia University in New York, wo er 1969 promovierte. Schon während der Studienzeit forschte Eldredge am American Museum of Natural History, dort ist er heute Kurator der Abteilung für Wirbellose. Im Fachbereich Geo- und Umweltwissenschaften an der City University of New York ist Eldredge außerordentlicher Professor für Paläontologie. Eldredges Spezialgebiet ist die Evolution der Phacopiden, einer Ordnung von Trilobiten des mittleren Erdaltertums.
1979 wurde er mit dem Charles Schuchert Award der Paleontological Society ausgezeichnet.